# Gabriel Florence
Gabriel Florence (Alsàcia, 21 de juny de 1886 - assassinat en un crim de la fase final pels nazis a Hamburg-Rothenburgsort, 21 d'abril del 1945) era un metge i professor de química mèdica i biològica a la Universitat de Lió. Feia part del comitè francès del Premi Nobel.

## Biografia
Vers la fi del 1943 va adherir-se al Comité Médical de la Résistance, un grup de metges que van organitzar-se per a resistir a l'ocupació alemanya i defendre els seus col·legues jueus perseguits pels nazis. Entre altres, va contractar els metges Jean-Claude Dreyfus i Georges Schapira al seu laboratori.
El 4 de març del 1944 va ser arrestat per la Gestapo i el 7 de juny va ser transportat al Camp de concentració de Neuengamme. Com que era un bon bilingüe alemany-francès va ser empleat com a intèrpret. A la fi del juliol va ser destinat a l'hospici del camp. Vers la fi de novembre va ser encarregat pel metge nazi Kurt Heissmeyer per a seguir els 20 nens i nenes jueus que aquest darrer va obtenir del seu col·lega Josef Mengele d'Auschwitz, per tal de poder fer experiments infames als quals van ser infectats intencionadament amb bacteris de tuberculosi, pretesament per tal de poder desenvolupar una vacuna. Al barracó 11, Gabriel Florence havia d'executar les recerques bioquímiques sota la supervisió del metge del camp Alfred Trzebinski. Secretament, va assajar de coure els bacteris de tuberculosi per tal de matar-los abans que fossin inoculats als nens. També, junts amb el seu col·lega René Quenouille va informar els co-presoners dels experiments inhumans, tot i que els va ser prohibit, sota pena de mort, d'informar-ne els altres.
El 21 d'abril del 1945, unes hores abans de ser transportat a l'escola del Bullenhuser Damm va dir al presoner Paul Weissmann, després d'encapsar unes poques coses seves: «A reveure» i va afegir, a baixa veu, «no crec que hi hagi un reveure». De fet, hi havia una ordre des de Berlín (segons les fonts d'Oswald Pohl o del mateix Heinrich Himmler) d'eliminar tots els testimonis dels experiments criminals de la SS, davant de la desfeta imminent i l'occupació per les aliats. Poques hores després va ser assassinat per penjament, com els nens i les nenes víctimes dels experiments, per Johann Frahm i altres alt càrrecs SS del camp de Neuengamme.

## Reconeixement
- El municipi de Genas (França) li va dedicar el carrer Rue du Docteur Gabriel Florence[4]
- El museu commemoratiu de l'Escola del Bullenhuser Damm a Hamburg